# Emma Eckstein
Emma Eckstein (* 28. Januar 1865 in Gaudenzdorf, Kaisertum Österreich; † 30. Juli 1924 in Wien) war eine österreichische Publizistin, Frauenrechtlerin und Kinderbuchautorin. Prominenz erlangte sie vor allem als eine von Sigmund Freuds wichtigsten frühen Patientinnen.

## Leben und Publikationen

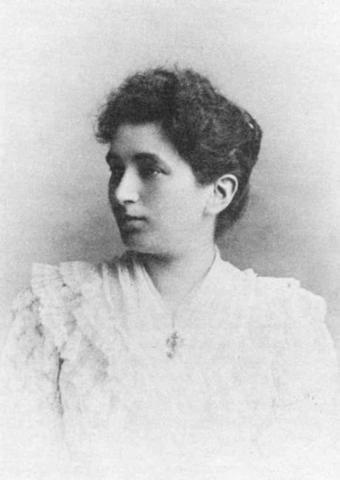
Emma Eckstein 1895

„Über Emma Ecksteins frühe Jahre wissen wir nicht viel. Bis 1905 schrieb sie einige Aufsätze (…); danach scheint sie sich aus dem öffentlichen Leben zurückgezogen und in einem Zimmer voller Bücher gelebt zu haben; aufgrund einer rätselhaften Krankheit, die ihre Umgebung für hysterisch, sie selbst aber für organisch bedingt hielt, war sie ihr Leben lang an ihre Couch gefesselt.“

Emma Eckstein war Mitglied einer prominenten jüdischen Familie mit engen Verbindungen zu Freud. Nach dem frühen Tod des Vaters, des Chemikers und Erfinders Albert Eckstein, übernahm die Mutter die Leitung der durch ihn gegründeten Papierfabrik. Emma hatte neun Geschwister: fünf Schwestern und vier Brüder. Zwei Brüder starben schon im Kindesalter. Einer ihrer Brüder war der Polyhistor Friedrich Eckstein, ein anderer Gustav Eckstein (1875–1916), ein Sozialdemokrat und Genosse des deutsch-tschechischen Philosophen und sozialdemokratischen Politikers Karl Kautsky; ihre zwei Jahre ältere Schwester, Therese Schlesinger, eine der ersten weiblichen Mitglieder des Nationalrates, war eine Anhängerin Freuds und suchte die Psychoanalyse zum Gegenstand sozialdemokratischer Politik zu machen. Emma scheint selbst aktiv an der Wiener Frauenbewegung beteiligt gewesen zu sein: Beide Schwestern waren Mitglied im linksliberal orientierten Allgemeinen österreichischen Frauenverein. Sie waren verwandt mit dem Arzt und Psychoanalytiker Paul Federn. Ihr Neffe war Albert Hirst, der im Herbst 1909 bei Freud eine Behandlung begann.
Emma Eckstein war mit der Familie Freud befreundet; insbesondere mit Minna Bernays, der Schwester von Freuds Gattin Martha. Die Familien Freud und Eckstein verbrachten gemeinsame Urlaube. Seit 1905 führte Emma zusammen mit ihrer früh verwitweten Schwester Therese, der Mutter Amalie und dem Bruder Gustav einen gemeinsamen Haushalt.
Um die Jahrhundertwende veröffentlichte Emma Eckstein unter dem Einfluss ihrer Gespräche mit Freud einige Texte, in denen sie zu Fragen der Sexualerziehung Stellung nahm.
1899 erschien in der sozialistischen Zeitschrift Die neue Zeit ein Aufsatz zur sexuellen Aufklärung von Kindern, in dem sie die erzieherische Dringlichkeit einer kindgemäßen Darstellung des elterlichen Geschlechtsverkehrs betont. Da das Kind weder Scham noch sexuelle Empfindungen kenne, solle der Geschlechtsakt als Zeugungswunsch der Eltern und Ausdruck von Liebe und Zärtlichkeit dem Kind verständlich und emotional zugänglich gemacht werden.
An gleicher Stelle polemisierte sie in einer späteren Rezension gegen eine mütterliche Erziehung, die den Töchtern Triebangst und Schamgefühl (wegen eines unehelichen Kindes) vermittelt.
Ist der Tenor ihrer Publikationen häufig der Hinweis auf die Seelenqualen und Tagträumereien v. a. junger Frauen, die durch fehlende oder unzulängliche Sexualaufklärung verursacht sind, so wendet sie sich in Das Dienstmädchen als Mutter (1900) dem juristischen Aspekt des Themas zu: der strafrechtlichen Behandlung der Verführung unerfahrener Mädchen vom Lande durch seine Dienstherrn in der Gastfamilie: Die zeitgenössische Gesetzeslage schütze die Familienangehörigen vor solchen Übergriffen seitens des Personals, welche als strafwürdiges Vergehen angesehen seien; sie schütze aber nicht die Ehre des Mädchens, das sich in familiärer Obhut glaubt.
In Die Vorbereitung der Frau zur Lebensarbeit von 1899 setzt Eckstein sich zustimmend mit den Ansichten der Münchener Ärztin Dr. Adams-Lehmann auseinander: Diese fordert eine physische Ertüchtigung in der Mädchenerziehung und Aufhebung beruflicher Einschränkung für Frauen.
In einer durch Freud kritisch begleiteten und durch Leihgaben aus seiner Fachbibliothek unterstützten Broschüre von 1904, Die Sexualfrage in der Erziehung des Kindes befasst sie sich unter Berufung auf die zeitgenössische Wissenschaft und führende Psychiater mit der Schädlichkeit kindlicher Masturbation:
Sie empfiehlt die Verbündung des Erziehers mit dem gesunden Willen des Kindes mit dem Ziel, die Verachtung des Kindes für solche Regungen zu bestärken.
Motiv solcher kindlicher Selbstbefriedigung sei die Entschädigung für entzogene Liebe, der Mangel elterlicher Zuwendung.
Im Zusammenhang mit dieser Publikation kam es um 1905 schließlich zu einem Streit zwischen Freud und Eckstein. Freud sah sich – offenbar durch eine Suizidandrohung seitens der Eckstein genötigt -, trotz ablehnender Bescheide seitens der Presse, zu weiteren Bemühungen veranlasst, eine wohlwollend kritische Rezension zu platzieren. Im Anschluss daran ging es um den Wunsch Emmas, erneut (und ohne Berechnung) therapiert zu werden, den Freud, der mittlerweile vielbeschäftigt war, zumindest vorläufig ablehnen musste. Emma fühlte sich daraufhin offenbar durch Freud auf lieblose Weise zurückgestoßen und in ihrer weiblichen Ehre gekränkt, welchen Vorwurf dieser in einem Antwortschreiben durch Hinweis auf dessen innere Widersprüchlichkeit zu parieren suchte.

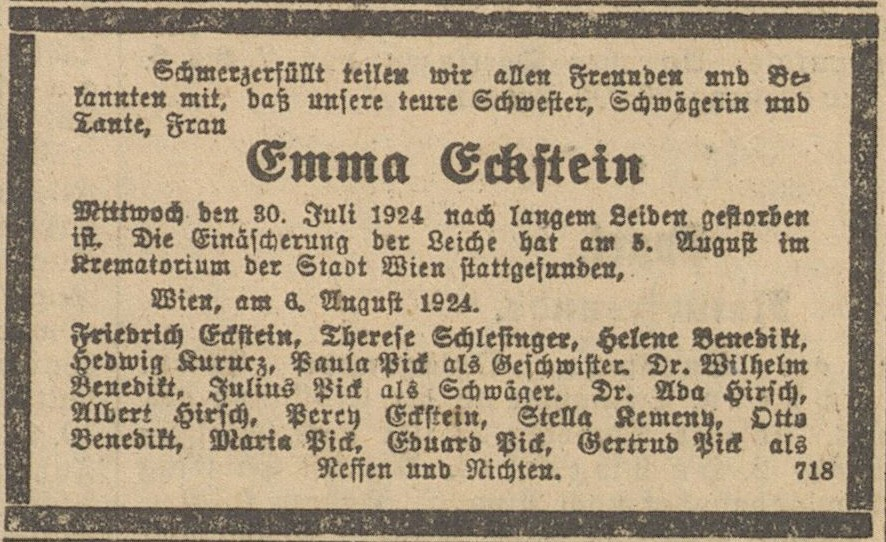
Todesanzeige für Emma Eckstein

1908 rezensierte sie in der Zeitschrift Neues Frauenleben den unter Pseudonym veröffentlichten Lebensbericht des Pseudohermaphroditen Karl M. Baers.
Nach einer gynäkologischen Operation (vermutlich Hysterektomie aufgrund eines Myombefundes) um 1910, mit der zugleich ihre Beziehung zu Sigmund Freud ihr endgültiges Ende fand, zog Emma Eckstein sich völlig zurück. Dem Bericht ihres Neffen Albert Hirst zufolge kollidierte diese Operation mit einem erneuten Therapieversuch durch Freud, der diese Operation als verhängnisvolle Fehlentscheidung und ärztlichen Schwindel angesehen habe, welcher Emmas Neurose unheilbar mache.
Die Operation wurde veranlasst durch Dr. Dora Teleky, einer Freundin der Familie Eckstein.
1918 erschien ihr Kinderbuch Von Spinnen und Ameisen, das 1962 eine Neuauflage erfuhr.
Emma Eckstein starb am 30. Juli 1924 an einer Hirnblutung. Sie wurde am Friedhof der Feuerhalle Simmering beigesetzt. Das Grab ist bereits aufgelassen.

## Ecksteins Analyse durch Freud
Zwischen 1892 und 1893 begab sich Emma Eckstein im Alter von 27 Jahren vermutlich wegen einer als hysterisch diagnostizierten Gehstörung, neurotischen Angstzuständen und vager Symptome wie Magenschmerzen und leichter Depressionen in Verbindung mit ihrer Menstruation bei Freud in psychoanalytische Behandlung.
Die genaue Art ihrer Beschwerden ist unbekannt.
In der Auseinandersetzung mit der komplexen Symptomatik Emma Ecksteins entwickelte Freud seine Vorstellungen über mögliche ätiologische Modelle zur Pathogenese der Hysterie (Verführung als Kindheitstrauma, Hysterie als Abwehr- bzw. Psychoneurose).
Die Therapie, deren intensive Phase wohl ein dreiviertel Jahr beanspruchte, muss in Hinsicht auf die erwähnten Gehstörungen zunächst ein Erfolg gewesen sein. Sie habe, so der Neffe Albert Hirst, im Anschluss einige Jahre ein völlig normales Leben geführt und dieser Erfolg sei angesichts der Prominenz der Ecksteins im damaligen Wien für Freud nicht unbedeutend gewesen.

## Misslungene Operation
„Wir hatten ihr also unrecht getan; sie war gar nicht abnorm gewesen …“

Freud vermutete bei Eckstein, zusätzlich zur Hysterie, eine „Nasenreflex-Neurose“, ein neuartiges, medizinisch unorthodoxes Krankheitsbild, das von seinem Freund Wilhelm Fließ, einem Hals-, Nasen- und Ohrenarzt vertreten wurde.
Freud stellte Fließ Emma Eckstein im Dezember 1894 vor. Die Operation fand im Februar 1895 statt. Die Gründe, die Freud bewogen haben, Emma Eckstein durch seinen Freund und kollegialen Intimus begutachten und operieren zu lassen, können nur rekonstruiert werden.
Fließ führte eine Reihe von Beschwerden, über die Eckstein geklagt haben muss, auf einen Symptomkomplex zurück, den er von sog. Genitalstellen in der Nase aus zu beeinflussen suchte: Darunter Menstruationsbeschwerden und neuralgische Magenschmerzen (die er zugleich und unter Berufung auf Freuds sexualätiologische Begründung der Neurasthenie als typische Folge der Onanie beschrieb). Während Freud also bemüht war, die als hysterisch diagnostizierten Symptome der Eckstein analytisch zu therapieren, überließ er die Beschwerden, die er als nicht psychoneurotisch bedingt ansah, seinem Freund und Kollegen.
Fließ behandelte diese Beschwerden durch Kokain und Kauterisation innerhalb der Nase. Dies führte seiner Ansicht nach zu temporären positiven Ergebnissen, wie der Verbesserung depressiver Symptome. Er nahm an, dass eine Operation am Knochen der Nasenmuschel, im Gegensatz zur Kauterisation, zu dauerhafter Besserung führen könnte und begann, an diagnostizierten Patienten Operationen durchzuführen, zu deren frühesten Kandidaten Eckstein gehörte.
Emma Ecksteins Operation war ein Desaster. Sie litt an Infektionen und starken Blutungen; Freud rief Robert Gersuny zur Hilfe, den er ursprünglich schon bei der Operation gerne dabei gehabt hätte. Gersuny leistete ersten Beistand, verhielt sich jedoch, so Freud, eher ablehnend. Freuds befreundeter Kollege Rosanes kam schließlich an seiner statt und entfernte unvorsichtiger- und unvermuteterweise einen Streifen Verbandsgaze, den Fließ in der Wunde hinterlassen und der die Heilung zwei Wochen lang verhindert hatte. Emma wäre daraufhin fast verblutet. Freud war einer Ohnmacht nahe und fassungslos. Man brachte Emma unter der Aufsicht von Rosanes in das Sanatorium Löw. Trotz der Entfernung der Gaze wiederholten sich die Blutungen. Es waren zwei weitere Operationen notwendig. Gersuny und Gussenbauer vermuteten eine Verletzung der Carotis. Emmas Zustand beruhigte sich erst im Frühsommer des Jahres. Fließ forderte von Gersuny ein Entlastungsschreiben, das er allerdings nicht bekam. Freud suchte seinen Freund diesbezüglich zu beruhigen und suchte mit ihm nach einer Erklärung für die wiederkehrenden Blutungen seiner Patientin:

„Ich werde Dir nachweisen können, daß Du recht hast, daß Ihre Blutungen hysterische waren, aus Sehnsucht erfolgt sind und wahrscheinlich zu Sexualterminen. Das Frauenzimmer hat mir aus Widerstand die Daten noch nicht besorgt.“

Ecksteins Nasengänge waren so stark beschädigt, dass sie permanent entstellt blieb. Trotz der desaströsen Vorfälle aber blieb sie Freud treu.
Der Arzt und Psychoanalytiker Max Schur hat zuerst auf den medizinischen Skandal dieser Operation aufmerksam gemacht und Freuds mangelnde ärztliche Gewissenhaftigkeit im Umgang mit diesem Fall und seiner Nachbearbeitung notiert:
Die Korrespondenz mit Fließ enthülle Freuds verzweifelte Versuche, die Tatsache nicht zur Kenntnis zu nehmen, dass Fließ wegen dieses beinahe tödlichen Irrtums von jedem Gericht wegen eines Kunstfehlers hätte verurteilt werden können.

## Verführungstheorie
In einem Brief an Fliess 1897 zitiert Freud Ecksteins analytische Ergebnisse – als analytische Behandlerin an einem jungen Mädchen – als neuerliche Bekräftigung der später sogenannten Verführungstheorie, die besagt, dass Hysterie die spezifische Folge kindlichen sexuellen Missbrauchs durch einen Erwachsenen sind, meist den Vater:

„(…) Mein Vertrauen in die Vaterätiologie ist sehr gestiegen. Die Eckstein hat ihre Patientin direkt in kritischer Absicht so behandelt, daß sie ihr nicht die leiseste Andeutung gegeben hat, was aus dem Unbewußten kommen wird, und von ihr dabei die identischen Vaterszenen u.dgl. erhalten.“

Masson findet darüber hinaus Belege dafür, dass Emma Eckstein als Analysandin selbst solche Missbrauchs – bzw. Attentatserinnerungen berichtet haben muss:
- Wenn Freud Emma Eckstein als hysterisch diagnostiziert hat und wenn Freud 1896 in seinem ominösen Vortrag Zur Ätiologie der Hysterie[35] für alle ihm bekannten achtzehn Fälle eine solche Zurückführung des hysterischen Symptoms durch die analytische Arbeit behauptet, dann muss Emma zu diesen achtzehn Fällen gehört haben.
- Die im unveröffentlichten Entwurf zu einer Psychologie genannte Emma ist laut Masson tatsächlich Emma Eckstein. Da Freud diesen Entwurf für seinen Freund Fließ verfasst habe, der Emma kannte, habe es für Freud keine Notwendigkeit gegeben, die betreffende Person zu anonymisieren. Die von Freud hier beschriebenen Szenen aus der Erinnerungsarbeit seiner Klientin aber schildern genau ein solches Attentat im Alter von acht Jahren und dessen nachträgliche Konsequenzen in der Pubertät (wenn auch im Rahmen ganz anderer Überlegungen Freuds; vgl. u. Literatur)

Masson begründet hiermit in Abgrenzung von Max Schur seine „(…) These, dass Emma Eckstein die Patientin war, deren Fall Freud zu seiner Verführungstheorie angeregt hat“. Max Schur war hier zu dem gegenteiligen Schluss gelangt.

## Bedeutung für die Psychoanalyse
Ernest Jones, der erste umfassende Biograph Freuds, setzte sie mit Persönlichkeiten wie Lou Andreas-Salomé und Marie Bonaparte gleich als einen Typ Frau von mehr intellektueller und vielleicht maskuliner Art... [welche] eine bedeutende Rolle in Freuds Leben spielte und die sein besonderes, im Gegensatz zum sanften weiblichen Typus allerdings nicht erotisch grundiertes Interesse gefunden habe.
Freuds Typisierung einer gewissen Klasse von Frauen, deren elementare Leidenschaftlichkeit zuletzt die Möglichkeit einer analytischen Behandlung aufhebe, wird gelegentlich auf seine Erfahrung mit Emma Eckstein zurückgeführt: Das elementar-frauenzimmerliche, dass er in einem Schreiben an Emma feststellt, sei verantwortlich für das Scheitern der analytischen Bemühung, da er bei solchen Kandidatinnen nur die Wahl zwischen voller Gegenliebe oder Inkaufnahme der Feindschaft des verschmähten Weibes habe. In Freuds Sichtweise sind solche Frauen außerstande ihre Liebesbedürftigkeit als typisches Übertragungsphänomen zu reflektieren.
Von Verwandten wurde sie als erste analytisch behandelte Patientin Freuds bezeichnet. Es gibt eindeutige Hinweise darauf, dass Freud ihr nach der ursprünglichen Behandlung seinerseits Patientinnen zur analytischen Behandlung überwiesen hat. Damit kann sie als erste weibliche Psychoanalytikerin gelten.
Sie gilt darüber hinaus als Vorbild der Irma in Freuds prototypischer Deutung des Traums von Irmas Injektion.
Jeffrey Masson sieht einen eindeutigen Zusammenhang zwischen der Abkehr von der Verführungstheorie und Ecksteins misslungener Operation. Die katastrophalen Folge der Operation im Frühjahr 1895 und die Reaktion im Wiener Ärztekollegenkreis hätten ihm zufolge Freud, den eigentlichen Entdecker der gravierenden seelischen Auswirkungen von Traumatisierung durch Kindesmissbrauch, bewogen, diese Entdeckung zu widerrufen. Hieraus resultiere zugleich die allgemeine Nachwirkung der psychoanalytischen Lehrmeinung auf die zeitgenössische, traumaverleugnende Psychotherapie, die solche Verführungsberichte als bloße ödipale Phantasie wahrzunehmen zwinge.
Obwohl breite Übereinstimmung und Ablehnung bezüglich Freuds eklatanter Leugnung eines Kunstfehlers durch Fließ herrscht, wird Ecksteins Bedeutung in Hinblick auf Freuds Absage an die Verführungstheorie außer von Masson selbst nur selten hervorgestellt; für Masson sei sie laut Kritikern das prototypische psychoanalytische Opfer, durch Freud und Fliess zu ihren Zwecken missbraucht und somit Symbol für Massons Agenda.
Das Wörterbuch der Psychoanalyse kommentiert wie folgt:

„Sigmund Freuds Beziehung zu dieser seiner Wiener Patientin (…) ist für die Geschichte der Psychoanalyse äußerst bemerkenswert. Sie zeigt, von welcher Bedeutung das Verhältnis zwischen den Ärzten und ihren Patienten in der Genese klinischer Theorien ist. Allerdings liegt hier eine Spaltung vor zwischen dem nosographischen Diskurs des Wissenschaftlers und der tiefer liegenden (oft verschleierten) Geschichte des Wahnsinns, in der das tragische Bewusstsein des Patienten zum Ausdruck kommt.“

In einer aktuellen Revision des Falls Freud/Eckstein interpretiert der italienische Psychoanalytiker Carlo Bonomi die Operation als retraumatisierende Neuauflage eines frühen Kastrationstraumas Emmas. (Freud hat in den Fließbriefen eine erinnerte Beschneidungsszene Emmas festgehalten.) Im Irma-Traum trete Freuds unbewusste Identifikation mit Emma zu Tage. In der Abwehr dieser Identifikation, dem „männlichen Protest“ Freuds, sieht er zugleich ein unbewusstes Motiv im Ursprung der Psychoanalyse überhaupt wirksam.
Der Göttinger Psychotherapeut und Lehranalytiker Jürgen Kind macht in seinem 2017 erschienenen, psychoanalysekritischen Buch Das Tabu auf die Aktualität der Freudschen Schuldverleugnung im Fall Eckstein aufmerksam. Hier sei eine „Wendung zur Opferbeschuldigung“ (Freuds unterstellte „Sehnsuchtsblutungen“) vollzogen worden, die es auch heute noch erlaube, Behandlungsfehler als patientenverursachte Komplikation zu kaschieren: „Der Fall Emma Eckstein ist mehr als eine finstere Episode in der Geschichte der Psychoanalyse. Er ist von überragender Bedeutung zum Verständnis einer bestimmten Form des Denkens Freuds … Man wird fündig werden, das demonstriert dieser Fall, denn letztlich hat der Patient das, was man ihm antat, unbewusst gewünscht.“

## Schriften (Auswahl)
- Vorbereitung der Frau zur Lebensarbeit. In: Dokumente der Frauen, Heft 19/1899, S. 512–516 (online bei ANNO).
- Das Dienstmädchen als Mutter. In: Dokumente der Frauen, Heft 21/1900, S. 594–598 (online bei ANNO).
- Die Sexualfrage in der Erziehung des Kindes. Modernes Verlagsbureau, Carl Wigand, Leipzig 1904.[50] (Rezension in: Die Sexualfrage in der Erziehung des Kindes. In: Die Zeit, 22. Juli 1905, S. 10 (online bei ANNO).)